# Lijst van wachtposten aan de spoorlijn Schiedam - Hoek van Holland
Dit is een onvolledige chronologische Lijst van wachtposten aan de Spoorlijn Schiedam - Hoek van Holland. Een wachtpost was een huisje waarin de baanwachter woonde. Hij of zij opende en sloot de overwegbomen wanneer er een trein passeerde.
Alle huisjes werden tussen 1891 en 1893 naar een standaardontwerp door de Hollandsche IJzeren Spoorweg-Maatschappij gebouwd.
Rond 1950 werden veel huisjes gesloopt omdat ze hun oude functie verloren, maar een aantal is bewaard gebleven.
Wanneer er achter de straatnaam een kruisje staat, wil dat zeggen dat de overgang niet meer bestaat. Bij een aantal huisjes staat de straatnaam aangegeven, die in de buurt van de oude overweg ligt.
| Wachtpost | Straat                                | Plaats           | Bouwjaar | Sloopjaar | Extra informatie             | Afbeelding |
| --------- | ------------------------------------- | ---------------- | -------- | --------- | ---------------------------- | ---------- |
| 1         | Parkweg*                              | Schiedam         | 1891     | Onbekend  |                              |            |
| 2         | Schiedamseweg*                        | Schiedam         | 1891     | Onbekend  |                              |            |
| 3         | Sportlaan*                            | Schiedam         | 1891     | Onbekend  |                              |            |
| 4         | Meester L.A. Kesperweg*               | Vlaardingen      | 1891     | Onbekend  |                              |            |
| 7         | Industrieweg*                         | Vlaardingen      | 1891     | Onbekend  |                              |            |
| 8         | Maassluissedijk                       | Vlaardingen      | 1891     | Onbekend  |                              |            |
| 9         | Van Boendaleweg                       | Vlaardingen      | 1891     | Onbekend  | Stond niet aan een overgang  |            |
| 10        | Zuidbuurt-Recreatiepad                | Vlaardingen      | 1891     | Onbekend  | Stond niet aan een overgang  |            |
| 11        | Vlaardingensedijk-Prinses Julianalaan | Maassluis        | 1891     | Onbekend  |                              |            |
| 12        | Brugwachter Haven Zuid-Oostzijde      | Maassluis        | 1891     | Onbekend  |                              |            |
| 13        | Brugwachter Haven Noord-Westzijde     | Maassluis        | 1891     | Onbekend  |                              |            |
| 14        | Merellaan*                            | Maassluis        | 1891     | Onbekend  |                              |            |
| 15        | Doctor Albert Schweitzerdreef*        | Maassluis        | 1891     | Onbekend  |                              |            |
| 16        | Brugwachter Poortershaven             | Hoek van Holland | 1893     | Onbekend  | Bij Stopplaats Poortershaven |            |
| 17        | Polderhaakweg                         | Hoek van Holland | 1893     | Onbekend  |                              |            |
| 18        | Brugwachter Nieuw Oranjekanaal*       | Hoek van Holland | 1893     | Onbekend  |                              |            |
| 19a       | Haakweg                               | Hoek van Holland | 1893     | Onbekend  | Bij Stopplaats De Haak       |            |
| 19b       |                                       | Hoek van Holland | 1893     | Onbekend  |                              |            |